# Mario Party
Mario Party (japonsky マリオパーティ, přepis Mario Pāti) je série party videoher od firmy Nintendo. Vychází z her Super Mario.
Celkově se prodalo 39,6 milionů kopií her z této série.
Mario Party vyvíjí Nd Cube, dříve je vyvíjel Hudson Soft.

## Princip her

### Party Mode
V každé z her se objevuje tzv. Party Mode, ve kterém proti sobě hrají čtyři hráči na hrací desce a snaží se posbírat co nejvíce hvězd. Každé kolo házejí všichni hráči hrací kostkou a postupují na hrací desce. Na konci kola se hraje minihra, kde mohou hráči vyhrát mince (coiny), za které si na poli s hvězdou mohou hvězdu koupit. Ve většině případů se pole s hvězdou na desce vyskytuje náhodně na jednom z předurčených míst. Po zakoupení hvězdy se pole přesune jinam. Na některých deskách je pro hvězdu pole vyhrazeno a zůstává tam celou hru.

### Minihry
Všechny Mario Party hry obsahují 50 až 100 miniher. Nejčastěji se jedná o soutěže všech proti všem, ale existují i minihry dvou proti dvěma a jednoho proti třem, ve kterých musí hráči spolupracovat. Na to navazují týmové minihry, ve kterých spolupracují všichni pro získání co nejvyššího skóre.

## Postavy
Mezi postavy, za které lze hrát ve všech hrách, patří:
- Mario
- Luigi
- Princezna Peach
- Yoshi
- Wario (kromě Mario Party Advance)

Dále se ve hrách objevují jiné známé postavy, jako jsou např. princezna Daisy, Waluigi, Toad, Donkey Kong atd.
Bowser se v Mario Party hrách většinou vyskytuje jako nepřítel, který hráčům, kteří vstoupí na jeho pole, krade mince nebo hvězdy, ale v pár hrách se z něj také stává hratelná postava.

## Seznam Mario Party her
| Název hry                | Rok vydání | Konzole          |
| ------------------------ | ---------- | ---------------- |
| Mario Party              | 1998       | Nintendo 64      |
| Mario Party 2            | 1999       | Nintendo 64      |
| Mario Party 3            | 2000       | Nintendo 64      |
| Mario Party 4            | 2002       | GameCube         |
| Mario Party 5            | 2003       | GameCube         |
| Mario Party 6            | 2004       | GameCube         |
| Mario Party Advance      | 2005       | Game Boy Advance |
| Mario Party 7            | 2005       | GameCube         |
| Mario Party 8            | 2007       | Wii              |
| Mario Party DS           | 2007       | Nintendo DS      |
| Mario Party 9            | 2012       | Wii              |
| Mario Party: Island Tour | 2013       | Nintendo 3DS     |
| Mario Party 10           | 2015       | Wii U            |
| Mario Party: Star Rush   | 2016       | Nintendo 3DS     |
| Mario Party: The Top 100 | 2017       | Nintendo 3DS     |
| Super Mario Party        | 2018       | Nintendo Switch  |
| Mario Party Superstars   | 2021       | Nintendo Switch  |

### Další Mario Party hry
- Mario Party-e, stolní hra z roku 2003. Jedná se o karetní hru se čtyřiašedesáti kartami proloženou minihrami, které se hrají na Nintendo e-Reader.
- Wii Party, jedná se vlastně o spin-off Mario Party her. Je to hra podobná hrám Mario Party, místo Mario postav se zde hraje s postavami Mii.